# Christian Gottfried Daniel Stein
Christian Gottfried Daniel Stein, född 14 oktober 1771 i Leipzig, död 14 juni 1830 i Berlin, var en tysk geograf.
Stein, som från 1795 var lärare vid Gymnasium zum Grauen Kloster i Berlin, författade flera värdefulla geografiska arbeten.